# 此情永不移
此情永不移（英語：Nothing's Gonna Change My Love for You）是一首著名流行歌曲，由Gerry Goffin和Michael Masser创作，最初由美国黑人爵士乐歌手喬治·班森在1984年演唱并收录于1985年1月7日發行的专辑《20/20》，1990年代后被多人翻唱。此曲亦成為1995年美國電影《麥迪遜之橋》（英語：The Bridges of Madison County）的主題曲。

## 不同地區和語言版本
- 呂方（香港）：求妳講清楚（粵語，1986年發行）
- 葛倫麥德羅 (美國）：Nothing's Gonna Change My Love for You（英語，1987年發行）
- 葛倫麥德羅 (美國）：Nada cambiará mi amor por ti（西班牙語，1987年發行）
- 杜德偉（香港）：Nothing's Gonna Change My Love for You（英語，1996年發行）
- SNZ合唱團（巴西）：Nothing's Gonna Change My Love for You（英語，2001年發行）
- 西城男孩（愛爾蘭）：Nothing's Gonna Change My Love for You（英語，2006年發行）
- 方大同（香港）：Nothing's Gonna Change My Love for You（英語，2009年發行）
- 鍾嘉欣（香港）：Nothing's Gonna Change My Love for You（英語）
- Locofrank（日本）：Nothing's Gonna Change My Love for You（英語，2010年發行）